# Barrage de Mingatchevir
Le barrage de Mingatchevir est une centrale hydroélectrique en Azerbaïdjan, la plus grande du sud du Caucase. 

## Localisation

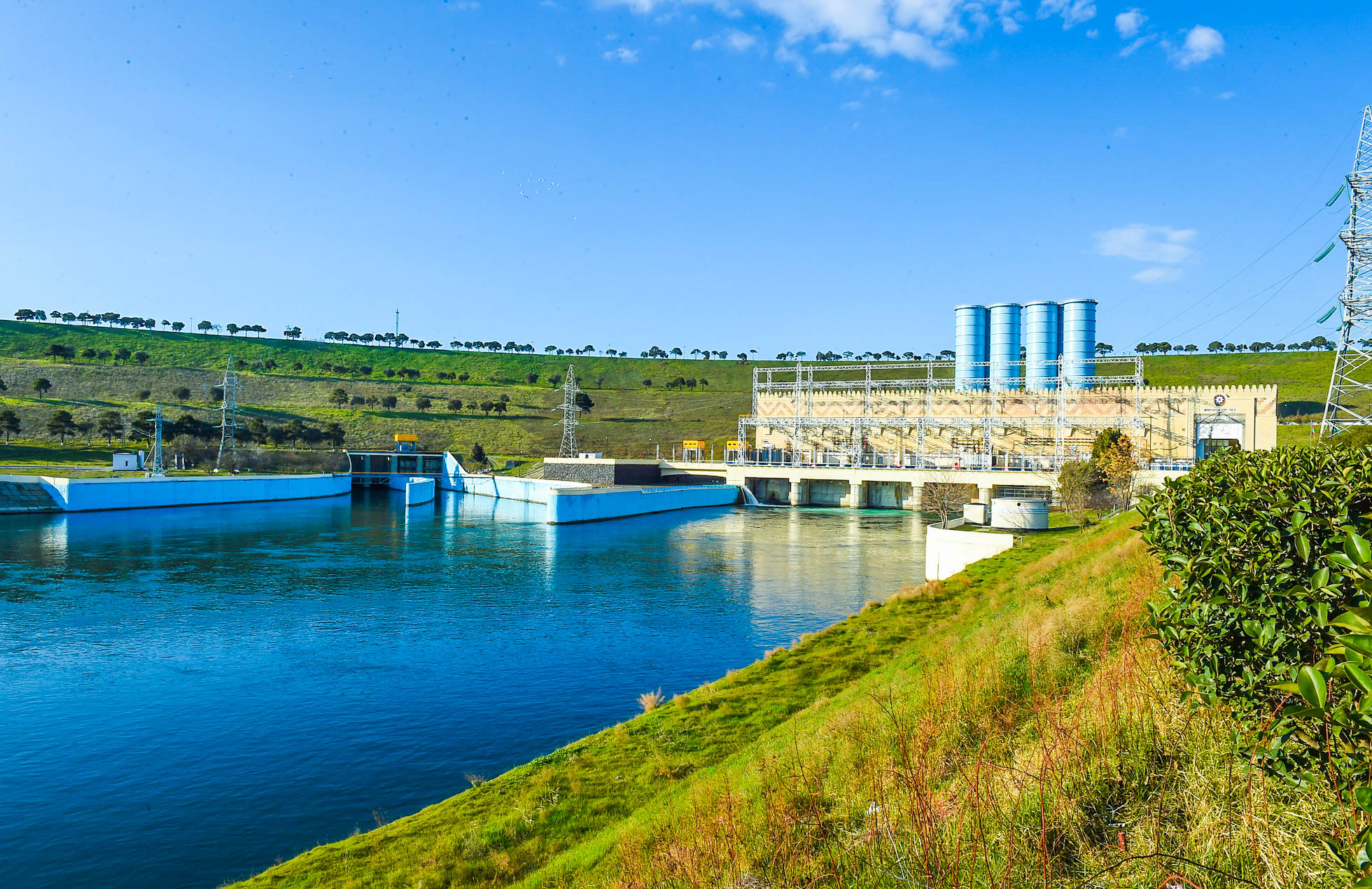
Centrale hydroélectrique de Mingatchevir

Elle est située sur le fleuve Koura, au nord de la ville de Mingatchevir.

## Histoire
La construction de la centrale a commencé en 1945 et le premier agrégat hydroélectrique a été mis en service en 1953. En 1954, la centrale a été mise en service à pleine capacité. Le président de la République d'Azerbaïdjan a participé à la cérémonie de mise en service de la centrale hydroélectrique de Mingatchevir après la reconstruction du 27 février 2018. Tous les générateurs et toutes les turbines de la centrale ont été remplacés par de nouveaux dans le cadre de la reconstruction. En conséquence, la capacité de production de la centrale est passée de 284 MW à 424 MW.
Un grand nombre de personnes sont venues de différentes régions de l'Azerbaïdjan en raison de l'installation de la centrale hydroélectrique de Mingatchevir. Au total, 20 000 personnes ont participé à la construction de la centrale, dont environ 10 000 prisonniers de guerre allemands vers la fin des années 1940.

## Paramètres techniques

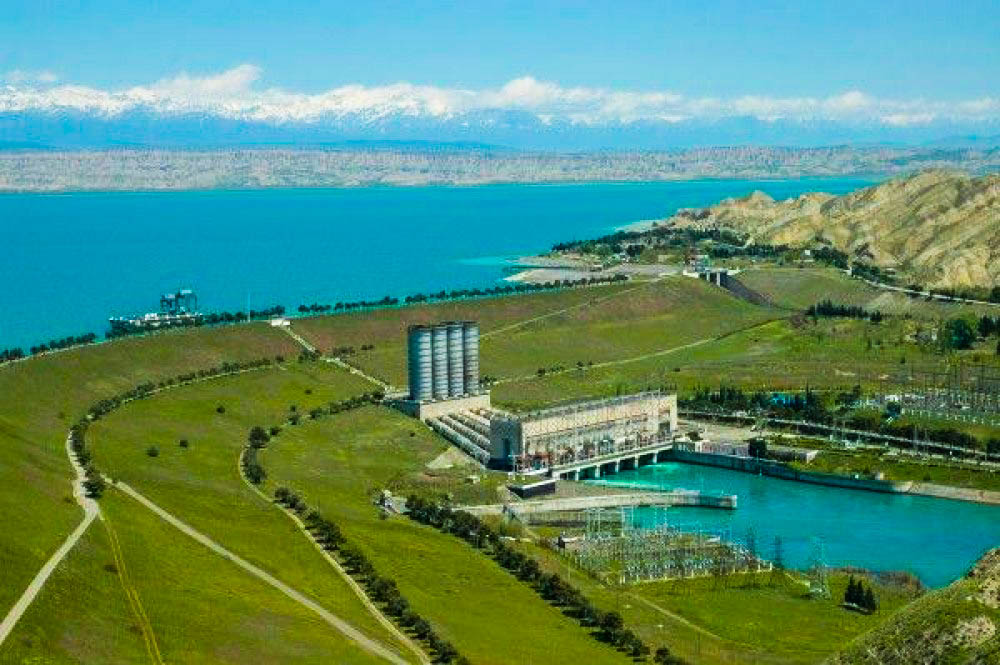
Le barrage de Mingatchevir.

La capacité de la centrale hydroélectrique de Mingatchevir est de 359 MW, avec 6 hydro agrégats. La production annuelle moyenne d’électricité est de 1,4 milliard de kWh. La hauteur du barrage est de 65 mètres.
le réservoir de Mingachevir en amont du barrage, d'une superficie de 605 km2, constitue la plus grande réserve d'eau d'Azerbaïdjan.